# Preko (ort i Kroatien, lat 44,08, long 15,19)
Preko är en ort i Kroatien.   Den ligger i länet Zadars län, i den södra delen av landet, 200 km söder om huvudstaden Zagreb. Preko ligger 7 meter över havet och antalet invånare är 3 871. Den ligger på ön Otočić Golac.
Terrängen runt Preko är huvudsakligen platt, men västerut är den kuperad. Havet är nära Preko söderut.  Närmaste större samhälle är Zadar, 6,1 km nordost om Preko. 